# Flughafen Hang Nadim (Batam)

i7
i11
i13
Der internationale Flughafen Hang Nadim (indonesisch Bandara Internasional Hang Nadim, IATA-Code: BTH, ICAO-Code: WIDD) ist der Verkehrsflughafen der Stadt Batam auf der indonesischen Insel Batam.
Der Flughafen profitiert von der Nähe zum aufstrebenden Stadtstaat Singapur im Wachstumsdreieck Sijori (engl.: Sijori Growth Triangle) und wurde ursprünglich auch als Ausweichziel zum Flughafen Changi in Singapur geplant. Ein Teil des Areals dient den Indonesischen Luftstreitkräften als Militärflugplatz.
Batam verfügt über die längste Startbahn in Indonesien, die auch länger ist als die vom Flughafen Singapur. Das Gelände liegt im Osten von Batam.

## Militärische Nutzung
Die Luftstreitkräfte, Tentara Nasional Indonesia – Angkatan Udara (TNI-AU), eröffneten 2019 eine vorgeschobene Basis auf dem Areal, die für den Betrieb ihrer Hawk-Kampfflugzeuge der Baureihen Mk. 109 und Mk.209 ausgerüstet ist.

## Zivile Nutzung
Mit dem Wachstum des Tourismus auf Batam und den Riau-Inseln wächst die Auslastung des Flughafens: 2006 wurden 3.300.000 Passagiere abgefertigt, Ausbauziel sind 8.300.000 Passagiere.
Internationale Ziele sind Kuala Lumpur und Dschidda (als Ort der muslimischen Pilgerfahrt Haddsch).
Nationale Ziele sind Jakarta, Surabaya und Bandung auf Java, Pekanbaru, Padang, Jambi und Medan auf Sumatra, Pontianak auf Borneo und Natuna auf den gleichnamigen Inseln im Südchinesischen Meer.